# 노틀담의 꼽추 2
《노틀담의 꼽추 2》(영어: The Hunchback of Notre Dame 2)는 2002년 월트 디즈니에서 제작한 34번째 애니메이션 노틀담의 꼽추의 속편이다.

## 줄거리
첫 번째 영화의 사건 이후 6년이 지난 지금, 콰지모도는 파리 사회의 일원으로 받아들여졌지만 여전히 노트르담 대성당에 살고 있다. 페뷔스 드 샤토페르는 이제 새로운 법무부 장관을 섬기고 있다. 그와 에스메랄다는 결혼하여 콰지모도와 절친한 제피르라는 아들을 두고 있다.
연인들을 축하하고 사랑을 고백하는 '르 주르 다무르'라는 행사의 일환으로 시르크 드 사루시라는 서커스단이 온다. 아무도 모르게, 서커스단원들은 관객들로부터 물건을 훔치는 도둑들이다. 사루시라는 이름의 단장은 노트르담의 가장 사랑받는 종인 라 피델을 훔칠 계획을 세운다. 내부는 베이지 골드와 거대한 보석으로 장식되어 있다. 그는 라 피델의 행방을 알아내기 위해 마들렌이라는 야심찬 줄타기 소녀를 보내 콰지모도에게 사랑하는 척하게 한다.
그녀는 콰지모도를 그의 얼굴을 보지 않고 만난다. 그들은 아주 잘 지내지만 그녀가 그의 얼굴을 보자 도망친다. 빅터, 위고, 라베르네는 그를 다시 보기 위해 서커스에 가도록 설득한다. 서커스에서 사루시는 코끼리를 사라지게 하여 관객의 주의를 사로잡는 동안 그의 부하들은 관객들로부터 물건을 훔친다.
마술 쇼가 끝난 후, 마들렌은 그에게 더 이상 자신의 계획에 참여하고 싶지 않다고 말하지만 그는 그녀에게 그녀의 과거를 상기시킨다. 그녀가 여섯 살 때, 그녀는 그에게서 돈을 훔치려다가 붙잡힌 고아였다. 그는 그녀를 프롤로 재판관에게 신고할 수도 있었지만, 대신 먹을 것과 살 곳을 제공하는 대가로 그녀를 고용하기로 결정했다.
그녀는 콰지모도가 제피르와 노는 것을 보고 그의 외모를 더 이상 두려워하지 않는다. 그녀는 파리 관광을 시켜주지만 천둥 번개 때문에 노트르담 안으로 들어가게 된다. 그는 그녀에게 자신이 만든 그녀의 작은 인형을 줄 기회를 잡는다. 그녀는 그의 이마에 키스하고 떠난다. 이것은 그를 행복감에 기절하게 만든다.
다음 날, 그는 기분이 이상해서 에스메랄다에게 조언을 구한다. 그녀는 그가 마들렌을 사랑하고 있다는 것을 깨닫고 그에게 자신의 감정을 고백해야 한다고 말한다. 페뷔스가 도시 내 강도 사건 보고서와 서커스 사이에 연관성을 발견했다고 밝히자, 콰지모도는 마들렌이 관련되어 있다고 생각하지 않고, 에스메랄다는 그가 롬족에 대한 편견을 가지고 있다고 생각하며, 제피르는 서커스를 좋아하기 때문에 콰지모도, 에스메랄다, 제피르는 그에게 화를 낸다.
사루시는 라 피델을 훔치는 동안 콰지모도를 붙잡아 두지 않으면 그를 죽일 것이라고 마들렌을 위협한다. 페뷔스는 그에게 강도 사건에 대해 묻고 도난당한 보석을 발견한다. 그는 이것을 자신의 이점으로 사용할 수 있다는 것을 깨닫고 마들렌이 평생 도둑이었고 자신이 그녀의 범죄를 덮어주고 있다고 거짓말한다.
콰지모도와 마들렌이 산책하는 동안, 사루시와 그의 부하 두 명은 노트르담 안으로 몰래 들어간다. 빅터, 위고, 라베르네는 도둑들을 막으려 하지만 다른 종 아래에 갇힌다. 사루시가 라 피델을 사라지게 하는 것을 본 제피르와 자알리는 그가 어디로 가져가는지 알아내기로 결심한다.
라베르네는 밖에 있는 모두에게 알리기 위해 머리를 종에 부딪힌다. 새로운 수석사제가 라 피델이 도난당했다고 밝히자, 페뷔스는 사루시가 자신을 속였다는 것을 깨닫고 병사들을 파리 전역으로 보낸다. 콰지모도는 마들렌이 자신을 사랑한 적이 없다고 비난하며 그들의 관계를 끝낸다.
그는 빅터, 위고, 라베르네를 풀어주고 그들은 제피르가 사루시를 쫓고 있다고 말한다. 도둑들이 파리 카타콤을 통해 라 피델을 가져가는 동안, 그들은 자신들의 배에 숨어든 제피르와 자알리를 발견한다. 자알리는 그들로부터 도망쳐 터널을 통과한다. 마들렌이 사루시가 라 피델을 지하로 가져갔다고 밝히자, 페뷔스는 카타콤 주변을 수색하기로 결정하고 마지못해 마들렌을 데려간다.
카타콤에서 수색대는 자알리를 만나 그들을 도둑들과 제피르에게 이끈다. 사루시는 제피르를 볼모로 잡고 페뷔스를 협박하여 자신을 위해 문을 열게 한다. 마들렌이 콰지모도에게 자신을 믿어달라고 애원하자, 그는 밧줄로 돌을 던져 그녀가 건널 수 있는 줄타기를 만든다. 그녀는 줄타기 기술을 사용하여 제피르를 구출하고 부모님과 재회시킨다. 사루시는 그의 죄로 인해 종신형을 선고받는다.
르 주르 다무르 동안, 페뷔스와 에스메랄다를 포함한 많은 연인들은 콰지모도가 라 피델을 울리는 동안 그들의 사랑을 선언한다. 그와 마들렌은 그들 자신의 사랑을 선언하고 제피르가 라 피델을 울리는 동안 첫 키스를 나눈다.

## 한국판 성우진
- 김승준 - 콰지모도(톰 헐스)
- 이선 - 마들렌(제니퍼 러브 휴잇)
- 김옥경 - 에스메랄다(데미 무어)
- 설영범 - 페뷔스(케빈 클라인)
- 홍성헌 - 사로슈(마이클 매킨)
- 이윤선 - 휴고(제이슨 알렉산더)
- 이호인 - 빅터(찰스 킴브로이)
- 임수아 - 라벤느(메리 윅스)

## 우리말 제작
- 한국어 제작 : Disney Character Voices International, Inc.